# Oskarshamn offshore race

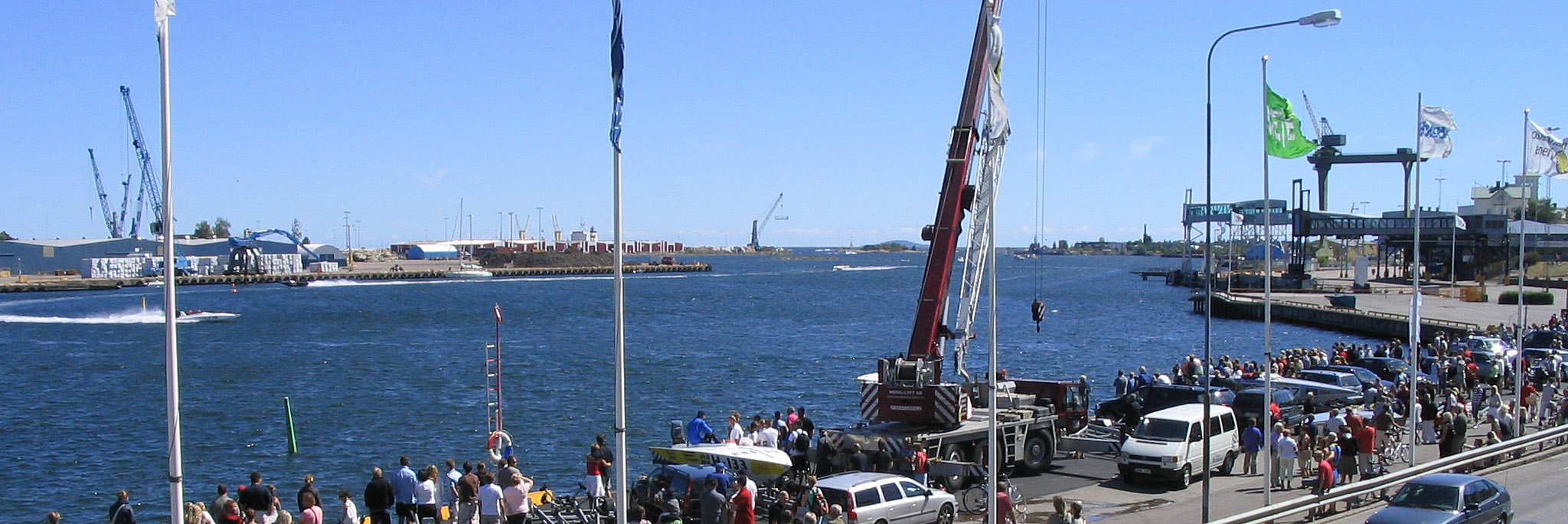
Tävlingen har start- och målgång inne i Oskarshamns hamn.

Oskarshamn Offshore Race är en årligen återkommande racerbåttävling i Oskarshamn. Tävlingen anordnas av Oskarshamns motorbåtklubb och är öppen för samtliga offshore-klasser. Första gången kördes loppet i samband med Oskarshamns 150-årsjubileum år 2006. Tävlingen har start och målgång inne i Oskarshamns hamn vilket gör den särskilt publikvänlig. Evenemanget brukar locka mycket folk till hamnområdet.

## Världsmästerskap
Den 5-10 juli 2011 anordnade Oskarshamns motorbåtklubb världsmästerskap i offshore race för klassen 3C samt svenskt mästerskap i övriga klasser. Dock hade Oskarshamns kommun året innan meddelat att de avslog begäran från båtklubben om ekonomiska garantier för VM. Detta efter det ekonomiska fiaskot för VM-tävlingen i Uddevalla 2010.

## SM-tävlingar
Den 13-14 juli 2012 arrangerades två SM-tävlingar i sex olika klasser.